# Anna Bishop
Anna Bishop, född Rivière 1812 i London, död 1884 i New York, var en engelsk konsertsångerska.
Hon blev vid 18 års ålder gift med kompositören Henry Rowley Bishop, som då var 53 år, men rymde 1839 med den 60-årige harpspelaren Nicolas Bochsa, med vilken hon sedan åkte på mycket uppmärksammade konsertresor över hela världen, från Australien till Amerika och Europa.